# Râul Adâncata, Iminog
Râul Adâncata este un curs de apă, afluent al râului Iminog. 